# Норберт Гщрайн
Норберт Гщрайн (на немски: Norbert Gstrein) е австрийски писател, автор на романи, новели, разкази и есета.

## Биография
Норберт Гщрайн следва математика в университета на Инсбрук. През 1986/87 г. престоява седем месеца за допълнително обучение в Станфордския университет, а през 1987/88 г. още пет месеца в университета на Ерланген.
През 1988 г. завършва дисетацията си „Върху логиката на въпросите“ („Zur Logik der Fragen“), която остава непубликувана.
Днес Норберт Гщрайн живее със съпруга и дете в Хамбург.

## Награди и отличия
- 1989: „Рауризка литературна награда“
- 1989: Stadtschreiber von Graz
- 1989: „Бременска литературна награда (Förderpreis)
- 1990: „Австрийска държавна награда за литература“
- 1990: Kunstpreis der Stadt Innsbruck 1. Preis für Erzählende Dichtung
- 1994: „Берлинска литературна награда“
- 1994: „Награда Фридрих Хьолдерлин на град Бад Хомбург“ (поощрение)
- 1999: „Награда Алфред Дьоблин“
- 2000: Tiroler Landespreis für Kunst
- 2001: „Литературна награда на Фондация „Конрад Аденауер““
- 2003: „Награда Уве Йонзон“
- 2004: „Награда Франц Набл“
- 2013: „Награда Антон Вилдганс“
- 2016: Sepp Schellhorn Stipendium